# Ibarra (kommun)
Ibarra är en kommun i Spanien. Den ligger i Gipuzkoaprovinsen i den autonoma regionen Baskien i norra delen av landet, 300 km norr om huvudstaden Madrid. Antalet invånare är 4 112 (2024). Arean är 5,04 kvadratkilometer.